# 近畿総合通信局
近畿総合通信局（きんきそうごうつうしんきょく）は、情報通信行政を所管する総務省の地方支分部局である。近畿地方のうち、三重県を除く滋賀県・京都府・大阪府・兵庫県・奈良県・和歌山県の2府4県を管轄している。なお、三重県は東海総合通信局の管轄となっている。

## 所在地
〒540-8795 大阪府大阪市中央区大手前一丁目5番44号

## 組織
局長の下、次の組織により構成されている。
- 総務部（総務課 - 企画広報室 - 財務課　- 信書便監理官）
- 総括調整官
- 情報通信部（電気通信事業課 - 情報通信連携推進課 - 情報通信振興課）
- 放送部（放送課 - 有線放送課）
- 無線通信部（電波利用企画課 - 航空海上課 - 陸上第一課 - 陸上第二課 - 陸上第三課）
- 電波監理部（電波利用環境課 - 監視第一課 - 監視第二課 - 調査課）

## アマチュア無線
- 管内登録のコールサインは「3」が付く。

## 沿革
- 1927年（昭和2年） 大阪逓信局。
- 1974年（昭和49年）3月27日 現在の大阪合同庁舎に移転。
- 1985年（昭和60年）4月1日 郵政省設置法の改正により近畿電気通信監理局となる。
- 2001年（平成13年）1月6日 中央省庁再編に伴う組織変更により近畿総合通信局に改称。